# Röderberg-Taschenbuch
Röderberg-Taschenbuch ist eine deutschsprachige Buchreihe, die im Röderberg-Verlag erschien, seit 1972 in Frankfurt am Main und seit 1987 in Köln. In der Reihe wurden Bände von Reclam (RUB) Leipzig in der DDR in Westdeutschland herausgebracht. Die Reihe erschien von 1972 bis 1989 (dem Ende der DDR). Innerhalb der Reihe gab es Unterreihen mit Biographien und Kunst und Literatur im antifaschistischen Exil 1933–1945. Der erste Band der Reihe (Revolution und Literatur) beispielsweise hat in der Reclams Universal-Bibliothek (nach Leipziger Zählung) die Bandnummer 62. Einige der Bände erschienen in weiteren Auflagen, beispielsweise die LTI von Victor Klemperer. Die folgende Übersicht erhebt keinen Anspruch auf Aktualität oder Vollständigkeit:

## Übersicht

### 1–50
- 1 Revolution und Literatur: zum Verhältnis von Erbe, Revolution u. Literatur. Hrsg. von Werner Mittenzwei u. Reinhard Weisbach. 1972
- 2 Aufsätze zur deutschen Literaturgeschichte. Mehring, Franz. 1972
- 3 Gier nach Gold. Norris, Frank. 1972
- 4 Professor Mamlock: e. Schauspiel. Wolf, Friedrich. 1972
- 5 Ethik. Spinoza, Benedictus de. 1972 (1982, 2. Aufl.; 1987, 3., erw. Aufl.)
- 6 Artikel aus der von Diderot und d'Alembert herausgegebenen Enzyklopädie. 1972 (1985, 2. Aufl.)
- 7 Altchinesische Fabeln. 1972 (1980, 2. Aufl.; 1988, 2. Aufl.)
- 8 Studien zur Realismustheorie und Methodologie der Literaturwissenschaft. Träger, Claus. 1972
- 9 Theateroktober: Beitr. z. Entwicklung d. sowjet. Theaters. Wsewolod E. Meyerhold, Alexander I. Tairow, Jewgeni B. Wachtangow. 1972
- 10 Das Arbeiterlied. Lammel, Inge. 1973
- 11 Lyrik, Dramatik, Prosa. Tretʹjakov, Sergej Michajlovič. 1972
- 12 Tage unseres Lebens: Geschichten. Neutsch, Erik. 1973 (1979, 2. Aufl.)
- 13 Revolutionsbriefe: 1848/49. Weber, Rolf. 1973
- 14 Faust und die Stadt: ein Lesedrama. Lunačarskij, Anatolij Vasilʹevič. 1973
- 15 Anna Seghers. Batt, Kurt. 1973 (1980, 2. Aufl.)
- 16 Russische Literatur im Überblick. 1974
- 17 Der Einsiedler: Erzählungen. Gorʹkij, Maksim. 1973
- 18 Briefe von der Front: an seine Frau; 1914-1917. Barbusse, Henri. 1974
- 19 Deutsch-französische Jahrbücher / 1844. 1. und 2. Lieferung 1973 (1982, 2., überarb. Aufl.)
- 20 Reise zum Ursprung: Kubanische Erzählungen. 1973
- 21 Iwan Wadimowitsch, ein Mann von Format. Kolʹcov, Michail E. 1974
- 22 Wir sind die Rote Garde. Bd. 1. (1974)  (1981, 2. Aufl.)
- 23 Wir sind die Rote Garde. Bd. 2. (1974) (1980, 2. Aufl.)
- 24 DDR-Porträts: eine Anthologie. 1974
- 25 Erinnerungen an Johannes R. Becher. 1974
- 26 Faust. Bd. 1. 1975
- 27 Faust. Bd. 2. 1975
- 28 Dokumente aus dem deutschen Bauernkrieg: Beschwerden, Programme, theoret. Schriften. 1974 (1980, 2., veränd. Aufl.; 1983, 3. Aufl.)
- 29 DDR-Reportagen: eine Anthologie. 1974
- 30 Georg Wilhelm Friedrich Hegel. Gulyga, Arsenij Vladimirovič[4]. 1974 (1981, 2. Aufl.)
- 31 Kubanische Literatur im Überblick. Portuondo, José Antonio. 1974
- 32 Bertolt Brecht: Weg u. Methode. Fradkin, Ilʹja M. 1974, (Vom Autor f. unsere Ausg. überarb.). 1. Aufl. (1977, 2. Aufl.)
- 33 Denkzettel: polit. Lyrik aus d. BRD u. Westberlin. 1974 (1977, 2. Aufl.)
- 34 Aufsätze zur Geschichte der Philosophie. Mehring, Franz. 1975
- 35 LTI. Klemperer, Victor. 1975 (1982, 2. Aufl.;  1985, 3. Aufl.; 1987, 4. Aufl.)
- 36 Die französische Revolution im Spiegel der deutschen Literatur. 1975 (1979, 2. Aufl.; 1989, 3., durchges. Aufl.)
- 37 Hermann Hesse. Middell, Eike. 1975 (1982, 2. Aufl.)
- 38 Der Platz für das Denkmal: Novellen u. Erzählungen. Granin, Daniil. 1975
- 39 Das Arbeiterlied. Lammel, Inge. 1975, 2., veränd. Aufl. (3., überarb. Aufl.)
- 40 Weggenossen: 15 Schriftsteller d. DDR. Leipzig : Reclam, 1975
- 41 Geschichte der Französischen Revolution von 1789 bis 1814. Mignet, François Auguste Marie Alexis. 1975
- 42 Kleine politische Schriften. Liebknecht, Wilhelm. 1976
- 43 Wozu Literatur? Reden, Essays, Gespräche. Girnus, Wilhelm. 1976
- 44 Der Dichter greift in die Politik: ausgew. Werke 1908-1919. Rubiner, Ludwig. 1976
- 45 Älteste deutsche Dichtung und Prosa: ausgew. Texte, althochdt., neuhochdt. 1976
- 46 Geschichte der neuern Philosophie von Bacon von Verulam bis Benedikt Spinoza. Feuerbach, Ludwig. 1976
- 47 Cook der Entdecker (Schriften über James Cook). Georg Forster; Georg Christoph Lichtenberg. 1976
- 48 Der Spatzenbaum: Episoden, Skizzen, Reportagen. Grünberg, Karl. 1976
- 49 Reflexionen oder Sentenzen und moralische Maximen. La Rochefoucauld, François de. 1976
- 50 Friedrich Engels, Dokumente seines Lebens. Kliem, Manfred. 1977

### 51–100
- 51 Literatur der USA im Überblick: von d. Anfängen bis zur Gegenwart. Schönfelder, Karl-Heinz. 1977
- 52 Geschichten vom Herrn B.: gesammelte Brecht-Anekdoten. 1977
- 53 Fuchs Reinhart. Heinrich, der Gleißner. 1977
- 54 Wirklichkeitsbesessene Dichtung. Klein, Alfred. 1977
- 55 Gedichte. Neto, António Agostinho. 1977
- 56 Barlach in Güstrow. Fühmann, Franz. 1977
- 57 Korrespondenz aus den Jahren 1749 bis 1760. Voltaire. 1978
- 58 Die Neunzehn. Fadeev, Aleksandr Aleksandrovič. 1977
- 59 Positionsbestimmungen: zur Geschichte marxist. Theorie von Literatur u. Kultur am Ausgang d. 19. u. Beginn d. 20. Jh. 1977
- 60 Stimmen der Völker in Liedern. Herder, Johann Gottfried 1978
- 61 Humanismus und Realismus in der Literatur. Abusch, Alexander. 1977
- 62 Wladimir Iljitsch Lenin, Dokumente seines Lebens. Bd. 1. 1977
- 63 Wladimir Iljitsch Lenin, Dokumente seines Lebens. Bd. 2. 1977
- 64 Das Elend der Philosophie: Antwort auf Proudhons "Philosophie des Elends". Marx, Karl. 1978
- 65 Der Gesellschaftsvertrag. Rousseau, Jean-Jacques. 1978 (1984, 2. Aufl., (1977 rev. Fassung); 3. Aufl., (1977 rev. Fassung))
- 66 Ich bin nach Weisheit weit umhergefahren. Chamisso, Adelbert von. 1978
- 67 Die Tierärztin. Jersild, Per C. 1978
- 68 Charles Fourier: sein Leben u. seine Theorien. Bebel, August. 1978
- 69 Dramen. Wolf, Friedrich. 1978
- 70 Johann Gottfried Herder. Gulyga, Arsenij Vladimirovič. 1978
- 71 Heinrich Mann. Ebersbach, Volker. 1978
- 72 Zar Aggäus und andere: phantast. Erzählungen, Kunstmärchen u. Parabeln von Puschkin bis Gorki. 1978
- 73 Der Tolpatsch: Erzählungen und Legenden. Leskov, Nikolaj S. 1978
- 74 Episoden aus dem Revolutionskrieg. Guevara, Che. 1978 (1981, 2. Aufl.; 1982, 3. Aufl.)
- 75 Weltbild - Notenbild. Zur Dialektik des musikalischen Materials . Mayer, Günter. 1978
- 76 Antike Heilkunst. 1979 (1989, 2. Aufl.)
- 77 Sonntagsträumerei in der Alameda und andere Erzählungen. Uhse, Bodo. 1979
- 78 Gullivers Tod. Andreev, Leonid N. 1979
- 79 Die Puppe. Andersen Nexø, Martin. 1979
- 080 Konzepte: zur Herausgabe sowjet. Literatur. Mierau, Fritz. 1979
- 081 [Materinskoe pole] Der Weg des Schnitters. Ajtmatov, Čingiz. 1979
- 82 Deutsche Volksdichtung. 1979
- 83 Das Narrenschiff. Brant, Sebastian. 1980 (1986, 2. Aufl.)
- 84 Der tolle Nikolaus. Jung, Franz. 1981
- 85 Menschenbild und Humanismus der Antike. Müller, Reimar. .1981
- 86 Schiffstagebuch. Colombo, Cristoforo. 1981 (1989, 2. Aufl.)
- 87 Die tanzenden Pferde von Sybaris. Aelianus, Claudius. 1980
- 88 Exil in der UdSSR. Jarmatz, Klaus. 1979
- 89 Exil in der Schweiz. Mittenzwei, Werner. 1979 (1981, 2., verb. u. erw. Aufl.)
- 90 Exil in den USA. Mit e. Bericht "Schanghai, eine Emigration am Rande". 1980
- 91 Exil in Lateinamerika. Kießling, Wolfgang. 1981
- 92 Exil in der Tschechoslowakei, in Grossbritannien, Skandinavien und in Palästina. 1981
- 93 Über Literatur und Kunst. Tolstoj, Lev Nikolaevič. 1980
- 94 Gesetzbuch für anständige Menschen. Balzac, Honoré de. 1981
- 95 Der Doppelmord in der Rue Morgue. Poe, Edgar Allan. 1981
- 96 In tiefer Nacht geschrieben. Lu, Xun. 1981
- 97 Exil in den Niederlanden und in Spanien. Hermsdorf, Klaus. 1981
- 98 Exil in Frankreich. 1981
- 99 Der deutsche Renaissance-Humanismus. 1981
- 100 Zu Politik, Geschichte und Kultur. Gramsci, Antonio. 1980 (1986, 2. Aufl.)

### 101–150
- 101 Kriegstagebücher. Simonov, Konstantin. 1982
- 102 Studien zur Erbetheorie und Erbeaneignung. Träger, Claus. 1982
- 103 Visum der Zeit. Ėrenburg, Ilʹja. 1983
- 104 B. Traven. Recknagel, Rolf. .1983
- 105 Gespräche. Kong, Qiu. 1983 (1989, 2. Aufl.)
- 106 Die Wahrheit muss ans Licht! Dialoge aus d. Zeit d. Reformation. 1983
- 107 Bekenntnisse. Kollwitz, Käthe. 1982 (1987, 2. Aufl.)
- 108 Gelehrsamkeit ein Handwerk? Bücherschreiben ein Gewerbe? 1982
- 109 Scherz und Ernst. 1983
- 110 Dreissig neue Erzähler des Neuen Deutschland. Junge deutsche Prosa (1932). (Hgg. u. eingeleitet von Wieland Herzfelde.) Mit einem Vorwort von Bärbel Schrader. 1983
- 111 Das Nibelungenlied. 1983
- 112 Geschichten aus tausendundeiner Nacht. 1983
- 113 Notre-Dame von Paris. Hugo, Victor. 1984
- 114 Pinocchios Abenteuer. Collodi, Carlo. 1983
- 115 Biblia, das ist die gantze Heilige Schrifft deudsch. Bd. 1. 1983
- 116 Biblia, das ist die gantze Heilige Schrifft deudsch. Bd. 2. 1983
- 117 Martin Luther und die Bibel. Brendler, Gerhard. 1983
- 118 Verfolgung, Vertreibung, Vernichtung. 1984
- 119 Historia von Isaac Winckelfelder und Jobst von der Schneidt. Ulenhart, Niklas. 1983
- 120 Lion Feuchtwanger. Pischel, Joseph. 1984
- 121 Das Erscheinen eines jeden in der Menge. : Lyrik aus der BRD, Lyrik aus Westberlin; seit 1970. Hrsg. von Klaus Pankow. 1983
- 122 Deutschland, ein Wintermärchen. Heine, Heinrich. 1984 (1986, 2. Aufl.; 1989, 3. Aufl.)
- 123 Am offenen Meer. Strindberg, August. 1984
- 124 Fabeln. La Fontaine, Jean de. 1984
- 125 Gockel und Hinkel. Brentano, Clemens. 1984
- 126 Das Labyrinth der Welt und andere Schriften. Comenius, Johann Amos. 1985
- 127 Das tätowierte Porträt. Kisch, Egon Erwin. 1984
- 128 Gedichte. Hölderlin, Friedrich. 1984
- 129 Die privaten Memoiren und Bekenntnisse eines gerechtfertigten Sünders. Hogg, James. 1984
- 130 Historie von Alexander dem Grossen. 1984
- 131 Ahnung und Gegenwart. Eichendorff, Joseph von. 1985
- 132 Zwiefach sind die Phantasien. Busch, Wilhelm. 1985
- 133 Norwegische Märchen. 1984
- 134 Abbé, Beichtkind, Cartesianer. Voltaire. 1985
- 135 Johannes-Passion. Bach, Johann Sebastian. 1985
- 136 Der Fiedler vom Getto. Jiddische Dichtung aus Polen. Aus dem Jiddischen übertragen und ausgewählt von Hubert Witt. Einleitung "Dichtung eines ermordeten Volkes" von Berl Mark (Direktor des jüdischen historischen Instituts (Warschau)). 1985 (= Reclams Universal-Bibliothek. Band 195)
- 137 Und sie lebten glücklich: griech. Volksmärchen. 1985
- 138 Mexiko. Goldschmidt, Alfons. .1985
- 139 Der Teutschen scharfsinnige kluge Sprüch. Zincgref, Julius Wilhelm. 1985
- 140 Freiheit wird die Welt erobern. Roux, Jacques. 1985
- 141 Ein kurzweilig Lesen von Till Eulenspiegel geboren aus dem Land zu Braunschweig. 1985 (1988, 2. Aufl.)
- 142 Fabeln. Lessing, Gotthold Ephraim. 1985
- 143 Fabeln. Krylov, Ivan A. 1985
- 144 Das Lob der Torheit. Erasmus, Desiderius. 1986
- 145 Die Hegelsche Linke: Dokumente zu Philosophie u. Politik im dt. Vormärz. 1986
- 146 Luftwege. Pasternak, Boris Leonidovič. 1986
- 147 Nicaragua - Dokumente einer Revolution. 1986 (1987, 2., erw. Aufl.)
- 148 Das weisse Pferd Scheptalo: sowjet. Tiererzählungen. 1985
- 149 Schriften und Briefe. Friedrich II., Preußen, König. 1986
- 150 Das Pentameron. Basile, Giambattista. 1986

### 151–177
- 151 Heinrich Heine und die Musik. 1987
- 152 Frühe Erzählungen. Tolstoj, Lev Nikolaevič. 1986
- 153 Franz Liszt. Felix, Werner. 1986
- 154 Märchen. Hauff, Wilhelm. 1986
- 155 Über das Deutsche: Schriften zur Zeit-, Rechts-, Sprach- u. Literaturgeschichte / Jacob u. Wilhelm Grimm. 1986
- 156 Meine Stellung in der Musikszene. Theodōrakēs, Mikēs. 1987
- 157 Märchen und Geschichten. Andersen, Hans Christian. 1987
- 158 Buch der Lieder. Heine, Heinrich. 1986
- 159 Dokumente seines Lebens. Bismarck, Otto von. 1986
- 160 Reden und Schriften. Lassalle, Ferdinand. 1987
- 161 Gedanken zur Kultur. Gramsci, Antonio. 1987
- 162 Die Schöne der Erde. 1987
- 163 Das dynamische Quadrat. Ėjzenštejn, Sergej M. 1988
- 164 Fabeln und Erzählungen. Gellert, Christian Fürchtegott. 1988
- 165 Gedanken. Pascal, Blaise. 1987
- 166 Vom Blumenlager der Prinzessin Tschandrawati : ind. Volksmärchen aus Mauritius. Hrsg. von Prahlad Ramscharan. 1988
- 167 Das goldmähnige Pferd: russ. Zaubermärchen. Aus der Sammlung von Alexander Afanasjew. 1988
- 168 Ideen über Revolutionen in Deutschland. Rebmann, Andreas Georg Friedrich von. 1988
- 169 Zwölf Arten, die Welt zu beschreiben. Mierau, Fritz. 1988
- 170 Die Kunst zu lieben: ital. Renaissancenovellen 1988
- 171 Französische Feenmärchen. 1988
- 172 Altarabische Prosa. 1988
- 173 Deutsche Chronik. Schubart, Christian Friedrich Daniel. 1989
- 174 Schriften zur Französischen Revolution. Fichte, Johann Gottlieb. 1989
- 175 Der faschistische Alptraum. Heisig, Bernhard. 1989
- 176 O Lust, allen alles zu sein: deutsche Modelektüre um 1800. 1989
- 177 Aryo Menak heiratet eine Himmelsfee. 1989